# Alcoy (Cebu)
Alcoy  ist eine Großraumgemeinde in der Provinz Cebu auf der Insel Cebu auf den Philippinen. Sie hat 16.979 Einwohner (Zensus 1. August 2015), die in 8 Barangays leben. Sie gehört zur fünften Einkommensklasse der Gemeinden auf den Philippinen und wird als partiell urbanisiert beschrieben.

## Geographie
Sie liegt an der Ostküste der Insel Cebu an der Straße von Cebu, der Insel Bohol gegenüber. Cebu City liegt ca. 93 km nordöstlich der Gemeinde und ist über die Küstenstraße von dort zu erreichen. Die Nachbargemeinden sind Dalaguete im Norden, Alegria und Badian im Westen und Boljoon im Süden. Die Topographie der Stadt wird bis auf einen kleinen Küstenstreifen als gebirgig und sehr steil beschrieben.

## Barangays
| - Atabay - Daan-Lungsod - Guiwang - Nug-as | - Pasol - Poblacion - Pugalo - San Agustin |